# Robert Hansen (seriemorder)
 Der er flere personer med dette navn, se Robert Hansen (flertydig).
Robert Christian Hansen (født 15. februar 1939 i Estherville, Iowa, død 21. august 2014 i Anchorage, Alaska) var en amerikansk seriemorder, som indtil 1983 begik en lang række voldtægter, kidnapninger og mord i Alaska. De fleste ofre var unge kvinder fra Anchorage-området.

## Baggrund
Forældrene Christian R. Hansen (født 1908 i Danmark og udvandret som 20-årig) og Edna fra Iowa drev bagerforretning i den lille by Pocahontas i Iowa tæt ved grænsen til Minnesota, i et område med mange skandinaviske indvandrere.
Som ung havde Robert problemer med stammen og med akne. Han var genert og tilbragte meget tid i bageriet hos sin autoritære far, hvor han lærte bagerhåndværket. I et år tjente han i den amerikanske hærs reserve. I maj 1960 giftede han sig med en lokal pige, men hun forlangte skilsmisse, da han måtte afsone 20 måneders fængsel for en pyromanbrand mod skolebus-garageanlæget i Pocahontas, begået december samme år.
Han giftede sig igen i 1963 med Gloria Deacon og parret fik to børn. Efter flere domme for småtyverier flyttede parret til North Dakota, Minnesota og endelig i 1967 til Alaska for at starte på en frisk, og fordi han der fandt god mulighed for at drive hobbyen jagt. Robert drev bagerforretningen Hansen Bakery i Anchorage, og med forsikringspenge efter et påstået tyveri købte han et lille privatfly, en Piper PA-18 Super Cub.
I 1977 blev Robert fængslet for at have stjålet en motorsav og for sine humørsvingninger diagnosticeret som maniodepressiv, men blev ikke officielt tvunget til medicinering. Han havde allerede begået adskillige mord, som forblev uopklarede indtil 1984.

## Opklaring
I årene omkring 1980 forsvandt der en del kvinder fra det udprægede tilflytter-område Anchorage i Alaska. Resterne af tre kvindelig i Alaskas ødemark langt derfra kunne i de to af tilfældene identificeres som unge kvinder fra byens stripklub-miljø, deriblandt Sherry Morrow, som blev fundet i 1982 delvis nedgravet i en ødemark ved Knik River, efter hun med tre skud på brutal vis tilsyneladende var blevet myrdet med bind for øjnene på flugt.
Den 13. juni 1983 lykkedes det den 17-årige Cindy Paulson at flygte fra 44-årige Robert Hansens bil, mens han var ved at klargøre sit privatfly i Merrill Field-lufthavnen i Anchorage. Trods de dramatiske omstændigheder, at hun skulle været blevet truet med en pistol, bortført til hans hjem, lænket med en kæde om halsen, tortureret, voldtaget og holdt til fange, mens han tog sig en lur, inden han fortalte hende, at han med sit fly ville bringe hende til sin hytte, så opgav politiet sigtelse mod ham, fordi han hævdede, at hun kun ville volde ham problemer, da han nægtede at give hende penge for aftalt oralsex. Desuden gav en god ven ham et alibi.
Støttet af Cindy Paulsons vidneudsagn og af FBI's udarbejdede profil for en eventuel seriemorder i de tre mordsager, opnåede politiet omsider dommerkendelse til at foretage ransagelse af Robert Hansens fly, biler og hus.
Under husransagelsen 27. oktober 1983 fandt efterforskerne i soveværelset et bemærkelsesværdigt flykort med 26 indtegnede krydser, der kunne pege på forskellige gerningssteder i Alaskas ødemark. Godt skjult i et hjørne i husets loftsrum fandt man også smykker, der havde tilhørt de forsvundne kvinder og forskellige skydevåben.
Efter ballistiske tests af de fundne formodede mordvåben erkendte Robert Hansen endeligt sigtelserne for mordene på fire fundne kvindelig og kidnapning og voldtægt af Cindy Paulson mod at indgå forlig med anklagemyndigheden, om at han skulle afsone i et føderalt fængsel (det fandtes endnu ikke i Alaska) og diskretion fra pressen, hvorimod han indvilgede i at fremkomme med yderligere oplysninger om mordene og fuldt ud afkode og udpege markeringerne på flykortet. En helikopter rekvireredes, og Robert Hansen udpegede 12 ellers ukendte gravpladser med kvindelig.

## Dom og fængsling
Den 18. februar 1984 erklærede Robert Christian Hansen sig skyldig i fire overlagte mord, og dommerjuryen idømte ham 461 års fængsel og livstid med afsoning i det føderale fængsel i Lewisburg, Pennsylvania, mens alle andre anklager afvistes. I 1988 sendtes han tilbage til Alaska med kortvarigt ophold i fængslet i Juneau, inden han sendtes til det helt nybyggede højsikringsfængsel Spring Creek Correctional Center i Seward, hvor han afsonede indtil sin død.
Konen forlangte skilsmisse og flyttede bort fra Alaska.

## Kendte mordofre i Alaska
Robert Hansen voldtog og overfaldt over 30 kvinder i Alaska. Han var ansvarlig for mordene på mindst 17 i alderen 16-41 år:
- 'Eklutna Annie' (uidentificeret lig fundet 21. juli 1980 nær Eklutna Lake, indrømmet og dømt).
- Joanna Messina (lig fundet i juli 1980 nær Eklutna Lake, indrømmet og dømt).
- Sherry Morrow, 23 år (lig fundet 12. september 1982 nær Knik River, indrømmet og dømt).
- Paula Goulding (lig fundet 2. september 1983 på bredden af Knik River, erkendt senere).
- Andrea 'Fish' Altiery (indrømmet og dømt). [1]
- Malai Larsen, 28 år (lig fundet 24. april 1984 nær Old Knik Bridge). [1]
- Sue Luna, 23 år (lig fundet 24. april 1984 nær Knik River). [1]
- Delynn 'Sugar' Frey (lig fundet 25. april 1984 nær Horseshoe Lake). [1]
- Angela Feddern, 24 år (lig fundet 26. april 1984 nær Figure Eight Lake). [1]
- Teresa Watson (lig fundet 26. april 1984 på Kenai-halvøen). [1]
- Tamara Pederson, 20 år (lig fundet 29. april 1984 nær Knik Bridge). [1]
- Lisa Futrell, 41 år (lig fundet 9. maj 1984 nær Knik Bridge). [1]
- Roxanne Easland, 24 år (erkendt, lig ikke fundet).
- Jane Doe (ukendt). [1]
- Ceilia 'Beth' Van Zanten, 17 år (benægtet, men mistænkt pga. X på flykort, lig fundet).
- Megan Emerick, 17 år (benægtet, men mistænkt pga. X på flykort, lig fundet).
- Mary Thill, 23 år (benægtet, men mistænkt pga. X på flykort, lig ikke fundet).

Af disse 17 kvinder er Robert Hansen kun formelt blevet sigtet for mordene på Sherry Morrow, Joanna Messina, Eklutna Annie og Andrea Altiery.

## Filmatisering
Thrilleren The Frozen Ground fra 2013 omhandler sagen, hvor Robert Hansen spilles af John Cusack. På rollelisten er bl.a. Nicolas Cage, Vanessa Hudgens, Jodi Lyn O'Keefe og 50 Cent.

## Bøger
- Fair Game, af Bernard Du Clos. ISBN 978-0-312-92905-3
- Butcher, Baker: A True Account of a Serial Murder, af Walter Gilmour og Leland E. Hale. ISBN 978-0-451-40276-9

## Eksterne links
- Robert Hansen. The Butcher Baker Youtube-video (dokumentar) (49:01)
- The hunter from Alaska - Youtube-video (5:55)
- Dansk bager slagtede mindst 37 i USA Arkiveret 24. juni 2015 hos  Wayback Machine - BT 30. aug. 2010
- Baker Hansen var virkelighetens «Hannibal» - VG 23. feb. 2001
- Hunting Humans Arkiveret 12. marts 2009 hos  Wayback Machine - Crime Library (TruTV)
- Robert Christian Hansen - murderpedia.org
- Robert Hansen - Criminal Minds
- Robert Hansen - aboutserialkillers.blogspot
- Alaska's serial killer: Hunting strippers in the bush Arkiveret 31. december 2016 hos  Wayback Machine - juneauempire.com 11. april 2008
- Robert Hansen, a serial killer in Alaska - explorenorth.com
- folketælling 1940 - familysearch.org
- 'Butcher Baker' Robert Hansen moved to Anchorage for medical treatment - Alaska Dispatch News 22. maj 2014
- Serial Killer Robert Hansen Dies in Anchorage Arkiveret 7. april 2016 hos  Wayback Machine - ktuu.com 21. aug. 2014
- 'Frozen Ground' serial killer Hansen dead - Alaska Dispatch News 21. aug. 2014
- Robert Hansen dies. Notorious Alaska serial killer was known as the 'Butcher Baker' Arkiveret 5. marts 2016 hos  Wayback Machine - Huffington Post 22. aug. 2014